# Theridion tahitiae
Theridion tahitiae är en spindelart som beskrevs av Lucien Berland 1934. Theridion tahitiae ingår i släktet Theridion och familjen klotspindlar. Inga underarter finns listade i Catalogue of Life.